# Down IV Part I: The Purple EP
Albums de Down
Down III: Over the Under
(2007) Down IV Part II
(2014)
Down IV Part I: The Purple EP est le premier album d'une série de quatre EP de Down, sorti en 2012.

## L'album
Sorti sous la forme d'un EP, ce quatrième album fait partie d'une série de quatre autres EP que Down a prévu de sortir séquentiellement, chacun consacré à un style musical ayant influencé le groupe. Ce premier volet est orienté doom metal.

## Liste des titres
1. Levitation
2. Witchtripper
3. Open Coffins
4. The Curse Is A Lie
5. This Work Is Timeless
6. Misfortune Teller

## Membres du groupe pour l'enregistrement
- Phil Anselmo - voix
- Patrick Bruders - basse
- Pepper Keenan - guitare
- Kirk Windstein - guitare
- Jimmy Bower - batterie